# Махакали
Махакали е една от 14-те зони на Непал. Зоната е с население от 977 704 жители (2011 г.), а площта ѝ е 6989 кв. км. Махакали е разделена административно на 4 области. Намира се в часова зона UTC+5:45.